# Pepe Alzate
José Alzate Rivero (Vejer de la Frontera, provincia de Cádiz, España, 12 de noviembre de 1942) conocido como Pepe Alzate es un exfutbolista y exentrenador español.

## Trayectoria
Se trasladó a muy temprana edad con su familia a Pamplona, donde se encuentra afincado desde entonces. Inició su carrera como futbolista aficionado en diferentes clubes, como el Chantrea, el Club Atlético Osasuna en juveniles, el Sevilla Atlético, el CD Tudelano, el CD Calahorra, volvió al Chantrea y se retiró a los 32 años en el Burladés. De ahí pasó a realizar labores técnicas, entrando a formar parte nuevamente del Club Atlético Osasuna, como segundo entrenador.
Como entrenador dirigió al Club Atlético Osasuna durante un breve periodo de tiempo en 1976 cuando el equipo estaba en segunda división y cumplía labores de segundo entrenador de Luis Ciáurriz. Su salto a la máxima categoría se produjo tras su primer año completo como entrenador del club rojillo, logrando el ascenso a Primera División. Su trayectoria por primera se alargo durante seis temporadas, en tres clubs diferentes, llegando a dirigir un total de 178 partidos.

## Clubes como entrenador
- 1976 Club Atlético Osasuna
- 1976-1977 Club Deportivo Calahorra
- 1977-1979 Club Deportivo Sangüesa
- 1979-1983 Club Atlético Osasuna
- 1983-1985 Real Betis Balompié
- 1985-1986 UD Las Palmas
- 1987-1988 CD Tenerife